# Lotnisko w Rumi
Lotnisko w Rumi (od 1935 Port Lotniczy Gdynia w Rumi-Zagórzu) – lotnisko w Rumi funkcjonujące w latach 1925–1974. Teren po lotnisku został przeznaczony pod zabudowę mieszkaniową dzielnicy Lotnisko.

## Położenie

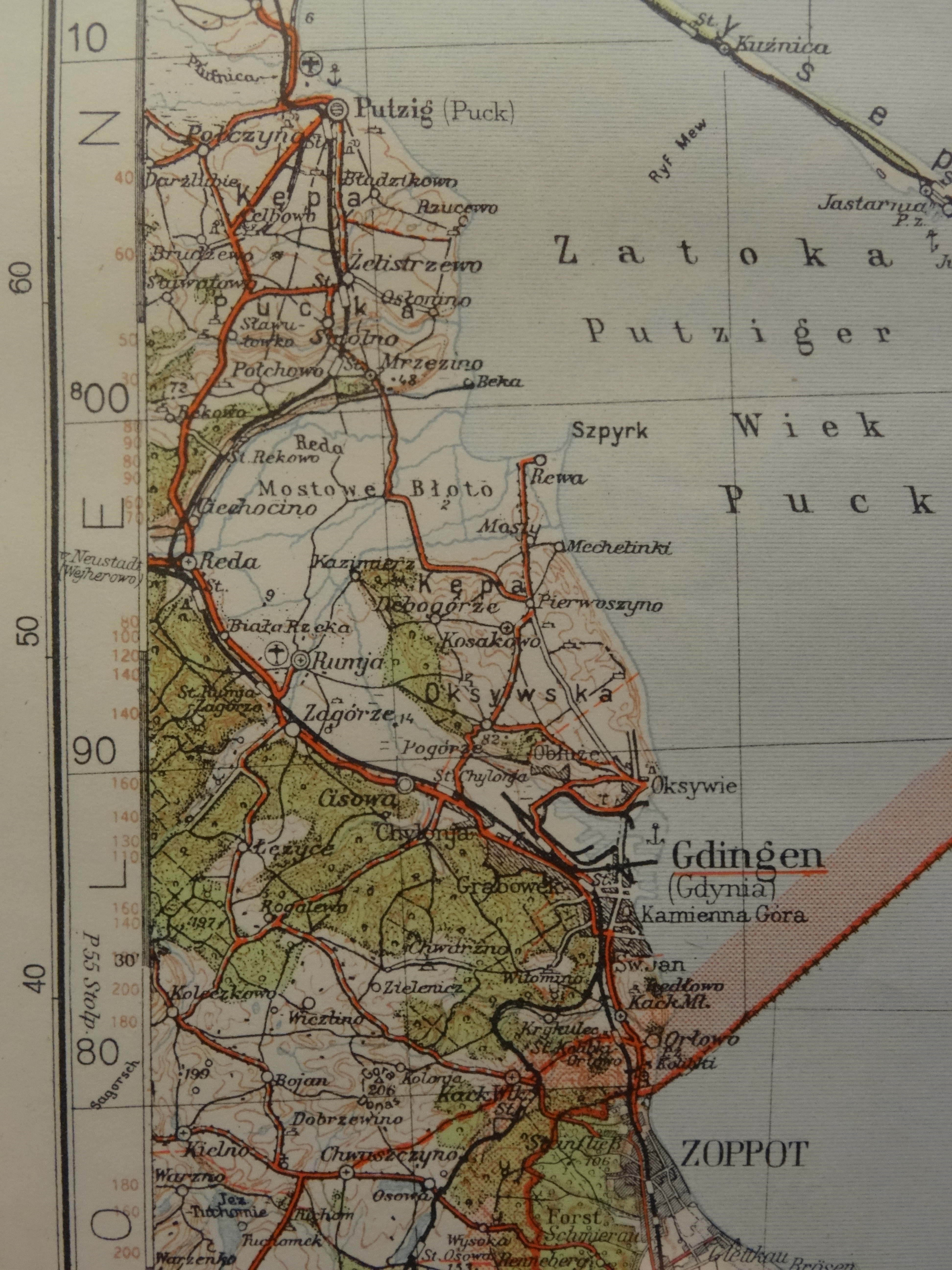
Lotnisko w Rumi na niemieckiej mapie sztabowej, przed 1939

Lotnisko położone było na północ od Rumi, na polach i łąkach należących do dawnego folwarku o nazwie „Nowy Dwór”, granicząc z terenami należącymi do Kosakowa. Folwark „Nowy Dwór” po raz pierwszy wzmiankowano w dokumencie z 1245. Obecnie znajdują się tu głównie zabudowa jednorodzinna, niska zabudowa wielorodzinna oraz ogródki działkowe. Osiami komunikacyjnymi dzielnicy są ulice: I Dywizji Wojska Polskiego oraz Kosynierów. Istnieje tu pętla autobusowa komunikacji miejskiej.
Lotnisko zlokalizowane było w przybliżeniu na obszarze ograniczonym ulicami: I Dywizji Wojska Polskiego, Partyzantów, Żurawią, Kosynierów. Główna brama znajdowała się na wysokości ul. Żwirki i Wigury. Szeroki pas terenu, ciągnący się wzdłuż jednojezdniowej ul. Żwirki i Wigury, to rezerwa pod planowaną linię kolejową, która miała połączyć dworzec kolejowy z dworcem lotniczym.

## Historia

### Początki
10 lipca 1925 na północ od ówczesnej wsi Rumia uruchomiono niewielkie lotnisko, wyposażone w kilka hangarów dla samolotów. Zlokalizowano je na terenach po rozparcelowanym w latach 20. 300-hektarowym folwarku należącym do Dymitra Andrault de Langeron. Służyło ono głównie potrzebom Morskiego Dywizjonu Lotniczego, którego główna siedziba znajdowała się w Pucku. Na terenie rumskiego lotniska stacjonował pluton ok. 50 żołnierzy wyposażonych w 4 samoloty. W 1932 sformowano tu dywizyjny Ośrodek Przysposobienia Wojskowego Lotniczego, którego dowódcą został por. pil. Stefan Kryński. Od 1935 w okresie letnim stacjonował tu Pluton Samolotów Towarzyszących, dowodzony najpierw przez por. pil. Henryka Kołodziejaka, a od 1938 kpt. obs. Eustachego Szczepaniuka.
Inna wersja powstania lotniska podaje, iż na początku lat 30. teren ten został wytypowany przez polskich studentów Politechniki Gdańskiej z założonego w 1929 Akademickiego Aeroklubu Gdańskiego, dokonujących lotów na lotnisku w Gdańsku-Wrzeszczu, a szykanowanych przez faszystów. W 1932 na zlecenie Departamentu Lotnictwa Cywilnego i Ministerstwa Spraw Wojskowych komisja zakwalifikowała pozytywnie projekt budowy i na 79 ha gruntu, przy współpracy z wojskiem, powstało tu lotnisko sportowe z drewnianym hangarem i budynkami warsztatowymi.
Na początku lat 30., wskutek gwałtownego rozwoju pobliskiej Gdyni, uznano zasadność przeznaczenia rumskiego lotniska dla celów cywilnych. 1 maja 1935 uroczyście otwarto lotnisko, którego oficjalna nazwa brzmiała Port Lotniczy Gdynia w Rumi-Zagórzu. Tego samego dnia odleciał do stolicy pierwszy dwusilnikowy Lockheed L-10 Electra z dwoma pilotami i 10 pasażerami na pokładzie. Była to zarazem inauguracja pierwszego regularnego połączenia na rozbudowanym lotnisku – jednego, codziennego lotu do Warszawy. Wkrótce zwiększono częstotliwość i dodano połączenie z Krakowem. Na terenie lotniska powstało zaplecze techniczne dla montażu importowanych drogą morską z USA samolotów pasażerskich Lockheed L-10 A Electra i L-14 H Super Electra. Maszyny przeznaczone dla PLL LOT, a także dla jugosłowiańskich linii Aeroput i rumuńskich linii Lares, były tutaj oblatywane przez polskich pilotów.
Od dnia 1 maja 1939 na lotnisku lądowały 6 razy w tygodniu samoloty z Gdańska do Warszawy i z powrotem, które od 12 czerwca latały dalej do Rzymu i Belgradu (z międzylądowaniami w Budapeszcie, Zagrzebiu i Wenecji). Od 1 czerwca 1939 dodatkowo 7 razy w tygodniu latały samoloty do Warszawy i z powrotem. Od dnia 15 maja 1939 międzylądowanie w Rumi miały samoloty na trasie Warszawa-Kopenhaga-Warszawa.
Lotnisko obsługiwało ponad 3000 pasażerów rocznie. Podróżni mogli tu przesiąść się na samolot do Gdańska. Bilet w obie strony do Gdańska kosztował 12 zł, do Warszawy i z powrotem 45 zł. Pobliski zelektryfikowany dworzec kolejowy zapewniał bezpośrednie połączenia kolejowe z kilkoma stolicami państw europejskich.

### Wojna obronna 1939
24 sierpnia 1939 po ogłoszonej mobilizacji większość samolotów cywilnych i wojskowych przerzucono do Torunia, 31 sierpnia sformowano Pluton Lotniczy dowodzony przez kpt. pil. Stablewskiego, z zaledwie trzema maszynami: dwoma nieuzbrojonymi RWD-13 i jednym uzbrojonym w karabin maszynowy Lublinem-XIII, który przekazano wcześniej z Rzecznej Eskadry Lotniczej w Pińsku do Pucka, a stamtąd do Rumi.
1 września 1939 Luftwaffe wykonało pierwszy nalot na lotnisko, który nie spowodował żadnych uszkodzeń płyty lotniska ani strat w sprzęcie. Niemieckie lotnictwo powtarzało naloty codziennie.
4 września rozkazem sztabu Lądowej Obrony Wybrzeża Pluton Lotniczy ewakuowano przez Chylonię do Suchego Dworu, na zaimprowizowane lotnisko polowe. 16 września pluton dowodzony przez ppor. pil. Edmunda Jereczka dostał zadanie przekazania meldunku płk. Dąbka do Warszawy, do Naczelnego Wodza. W następnych dniach obsługa naziemna została wzięta do niewoli.
Do 9 września Rumia była zapleczem frontu, który znajdował się w odległości od kilku do kilkunastu kilometrów. Była skutecznie osłaniana przed niemieckimi natarciami od zachodu oraz częściowo od południa i północy przez jednostki Oddziału Wydzielonego „Wejherowo” pod dowództwem ppłk. Kazimierza Pruszkowskiego, a z pozostałych kierunków przez inne oddziały Lądowej Obrony Wybrzeża. Dopiero po przełamaniu w Białej Rzece obrony słabo uzbrojonej i wyszkolonej Ochotniczej Kompanii Harcerskiej rozpoczęły się zacięte, trwające do 12 września walki o miasto, w których udział wziął również improwizowany pociąg pancerny „Smok Kaszubski” oraz w dużej mierze oddziały ochotnicze, takie jak np. pluton junackich hufców pracy oraz tzw. gdyńskich kosynierów (którzy jednak nie walczyli wręcz białą bronią, lecz kopali okopy i umocnienia).

### Okupacja hitlerowska
Po 1939 Rumia stała się też ważnym w całym regionie ośrodkiem wojskowym, głównie poprzez przejęcie przedwojennego lotniska na cele wojskowe i rozbudowę wokół niego infrastruktury lotniczej oraz podjęcie produkcji i montażu części samolotów wojskowych. We wrześniu 1940 wyłączono Rumię z sieci lotnisk cywilnych i przeznaczono je wyłącznie dla potrzeb wojska. Lotnisko rozbudowano. Towarzyszący mu garnizon liczył kilkuset żołnierzy. W jego skład wchodziła ochrona, obsługa lotniska, załogi samolotów, mechanicy, oblatywacze itp. Powstały tu zakłady przedsiębiorstw przemysłu lotniczego, zwłaszcza Apparattebau Gotenhafen G. m. b. H. Rahmel (Rahmel–Sagorsch) i Flugzeugwerk-Kurt Kennenberg, wytwarzające i montujące części samolotowe. Dla ich potrzeb zarekwirowano m.in. tereny i wyposażenie zakładów przemysłu drzewnego w Zagórzu, fabrykę B. Kaszubowskiego. Montowano tu i testowano nowe samoloty Focke-Wulf FW–190 A, Heinkel He 111 i Junkers Ju 288 oraz szkolono strzelców pokładowych. W mniejszych zakładach wytwarzano też pozostały sprzęt niezbędny wojskom lotniczym, taki jak spadochrony, wyposażenie samolotów, lotników itp. Po zbudowaniu przez Niemców lotniska w Babim Dole, Rahmel–Sagorsch pełniło rolę lotniska zapasowego.
Niemcy powołali klub sportowy, związany z rumskim lotniskiem i przebywającymi tu żołnierzami, Luftwaffen-SV Rahmel, odnoszący sukcesy w piłce ręcznej.
Na terenie lotniska i zakładów lotniczych funkcjonował ruch oporu, współpracujący z zachodnimi aliantami, przeprowadzającymi naloty w późniejszej fazie wojny. Zdarzały się akty sabotażu, powodujące uszkodzenia hitlerowskich samolotów.
Na Górze Markowca Niemcy umieścili baterię przeciwlotniczą obrony Gotenhafen (okupacyjna nazwa Gdyni) z 4 lub 5 działami kalibru 105, wyposażoną w żelbetowe stanowisko radaru kierowania ogniem artylerii plot typu FuMG 39 T D Würzburg (FuMG 62D), betonowe podstawy dział i ziemno-drewniane schrony. Uzupełniona była czterolufowymi zestawami dział przeciwszturmowych kalibru 20 mm, okopami obrony bezpośredniej i polami minowymi. Cała artyleria była przystosowana do strzelania ogniem na wprost do celów naziemnych. W ramach ćwiczeń strzelała do tarcz o wymiarach 3 × 4 m, a w 1945 niszczyła czołgi.
Od kwietnia 1944 bateria zwalczała naloty alianckie na gdyński port.

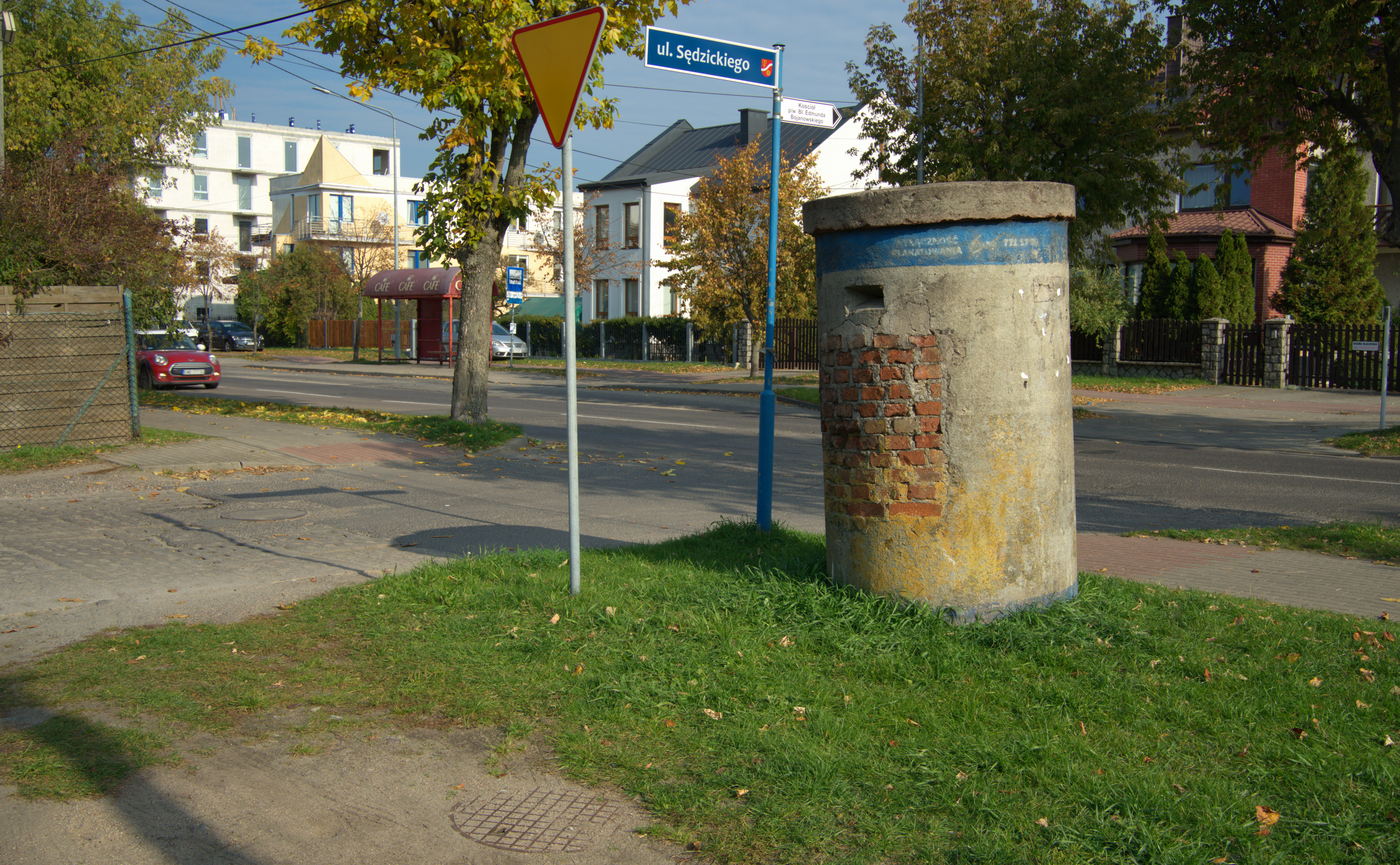
Schron obserwacyjny

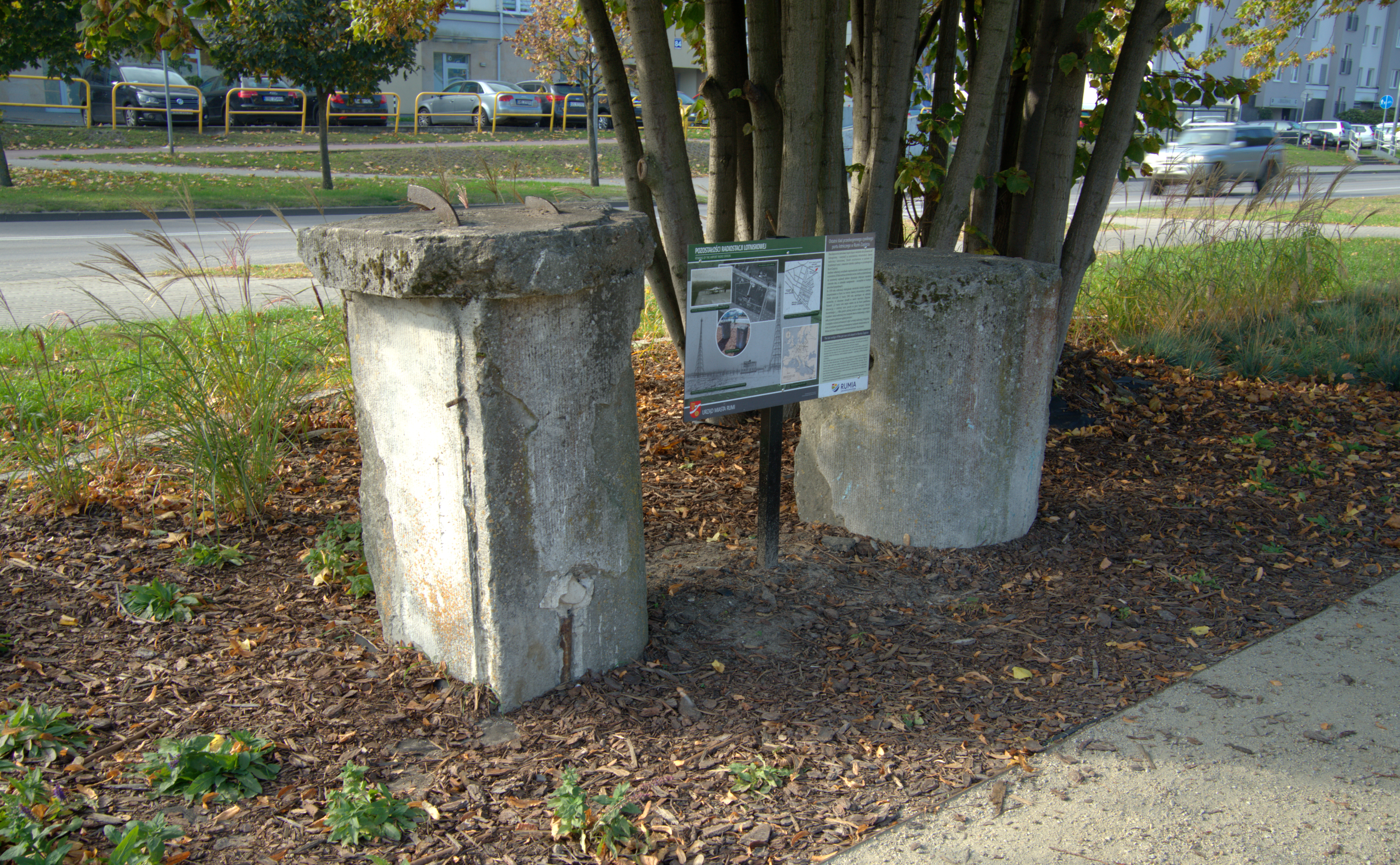
Brama radiostacji

### Okres powojenny
Budynek dworca lotniczego, zniszczony w 1945, nie został odbudowany, a jego pozostałości rozebrano. Do 1952 lotnisko służyło jako zapasowe lądowisko dla dywizjonu nocnego, szkolono też spadochroniarzy.

## Pozostałości po lotnisku
Po dawnym lotnisku zachował się schron typu Einmann (Splitterschutzzelle), zlokalizowany przy skrzyżowaniu ulic Żwirki i Wigury oraz Franciszka Sędzickiego. Istnieje też stanowisko dalmierza artyleryjskiego i schron na wierzchołku Góry Markowca. Ulica Żwirki i Wigury jest poszerzona, gdyż przed wojną planowano poprowadzenie równolegle do jezdni linii kolejowej, łączącej bramę lotniska ze stacją węzłową w Rumi leżącą na linii Gdańsk Główny - Stargard.